# The Best of L'Arc-en-Ciel c/w
The Best of L'Arc-en-Ciel c/w är det best albumet av L'Arc-en-Ciel. Det gavs ut 19 mars 2003 på Ki/oon Records. Det släpptes samtidigt som "The Best of L'Arc-en-Ciel 1994-1998" och "The Best of L'Arc-en-Ciel 1998-2000".

## Låtlista
| Nr | Titel                                              | Text | Musik    |
| -- | -------------------------------------------------- | ---- | -------- |
| 1  | Brilliant Years                                    | Hyde | Hyde     |
| 2  | Anata no Tameni (あなたのために För Dig?)          | Hyde | Ken      |
| 3  | I'm So Happy                                       | Hyde | Hyde     |
| 4  | Sayounara (さようなら Good-Bye?)                   | Hyde | Hyde     |
| 5  | Sai wa Nagerareta (賽は投げられた Tärningen Cast?) | Hyde | Ken      |
| 6  | The Ghost in My Room                               | Hyde | Hyde     |
| 7  | Metropolis                                         | Hyde | Ken      |
| 8  | Peeping Tom                                        | Hyde | Hyde     |
| 9  | A Swell in the Sun                                 | Hyde | Yukihiro |
| 10 | Kasou -1014 Mix- (花葬 Blommajordfästning?)        | Hyde | Ken *    |
| 11 | Hole                                               | ‐    | Yukihiro |
| 12 | Get out from the Shell                             | Hyde | Yukihiro |

* Remix vid Yukihiro.

## DVD Låtllista (Inskränkt Upplaga Endast)
| Nr | Titel                     | Musik * |
| -- | ------------------------- | ------- |
| 1  | Flower (Video Clip)       | Hyde    |
| 2  | Vivid Colors (Video Clip) | Ken     |
| 3  | And She Said (Video Clip) | Hyde    |

* Alla text vid Hyde.